# Прайдова чистка

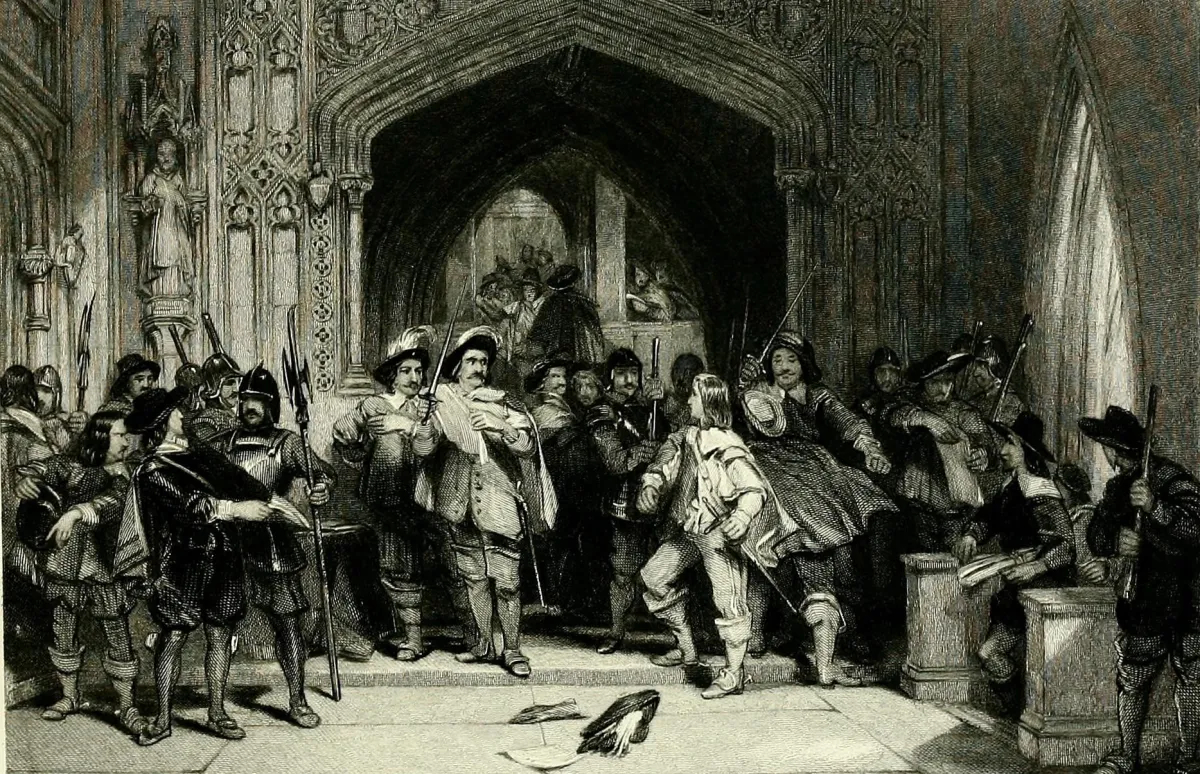
Полковник Прайд преграждает путь парламентариям-пресвитерианам. Гравюра

Прайдова чистка (англ. Pride's Purge) — событие времён Английской революции, в ходе которого отряд парламентской армии под командованием полковника Томаса Прайда выдворил из палаты общин депутатов-пресвитериан, выступавших за сохранение в стране королевской власти. Прайдова чистка была, в сущности, государственным переворотом, в результате которого власть в Англии перешла к  прореспубликански настроенным индепендентам.
В 1648 году король Карл I был захвачен в плен, и боевые действия практически прекратились. Долгий парламент разработал ряд условий, на которых мог править восстановленный на троне король. Левеллеры и армия подавали петиции с протестами против стремлений поиска компромисса и с требованиями суда над Карлом, которые парламент отклонял. Ответы же короля на требования парламента оказались далеки от того, на что рассчитывали пресвитериане. Тем не менее, 5 декабря 1648 года они были объявлены приемлемыми (129 голосов — за, 83 — против).
В среду 6 декабря пехотный полк полковника Прайда занял лестницу, ведущую к залу заседаний палаты общин, а кавалерийский полк Натаниэля Рича был готов прийти на помощь. Прайд лично стоял наверху лестницы и проверял приезжающих членов палаты общин по списку, который был ему выдан; в этом ему помогал лорд Томас Грей. Из 489 членов парламента в тот момент 18 было в отъезде, 45 человек были выдворены и арестованы, 186 — выдворены, но оставлены на свободе. 86 человек отсутствовали добровольно. 83 членам парламента было разрешено пройти в зал заседаний только после официального отказа от поддержки компромисса с королём. Ещё 71 человек изначально были противниками компромисса. Большинство арестованных было освобождено с 12 по 20 декабря, после чего многие из них покинули Лондон.
В очищенном парламенте, называемом «охвостьем», преобладали индепенденты, которые стремились к низложению Стюартов. 4 января 1649 года палата общин приняла постановление о суде над королём; палата лордов отклонила его. Тогда палата общин приняла акт об этом, 6 января был учреждён Верховный суд для рассмотрения дела короля, и король был казнён 30 января. 6 февраля была распущена палата лордов, монархия была отменена 7 февраля, а 14 февраля в качестве коллективного главы государства был сформирован Государственный совет.